# Giải vô địch bóng đá Đông Nam Á 2022 (Bảng A)
Bảng A là một trong hai bảng đấu của Giải vô địch bóng đá Đông Nam Á 2022, gồm có các đội tuyển Thái Lan, Philippines, Indonesia, Campuchia và Brunei. Các đội sẽ thi đấu vòng tròn một lượt theo thể thức sân nhà – sân khách. Hai đội đứng đầu sẽ giành quyền tham dự vòng đấu loại trực tiếp.

## Các đội tuyển
| Thứ tự bốc thăm | Đội         | Số lần tham dự | Thành tích tốt nhất                                        | Vị trí trên Bảng xếp hạng FIFA (25 tháng 8 năm 2022) |
| --------------- | ----------- | -------------- | ---------------------------------------------------------- | ---------------------------------------------------- |
| A1              | Thái Lan    | 14 lần         | Vô địch (1996, 2000, 2002, 2014, 2016, 2020)               | 111                                                  |
| A2              | Philippines | 13 lần         | Bán kết (2010, 2012, 2014, 2018)                           | 134                                                  |
| A3              | Indonesia   | 14 lần         | Á quân (2000, 2002, 2004, 2010, 2016, 2020)                | 155                                                  |
| A4              | Campuchia   | 9 lần          | Vòng bảng (1996, 2000, 2002, 2004, 2008, 2016, 2018, 2020) | 174                                                  |
| A5              | Brunei      | 1 lần          | Vòng bảng (1996)                                           | 190                                                  |

## Lịch thi đấu
| Lượt trận   | Thời gian            |
| ----------- | -------------------- |
| Lượt trận 1 | 20 tháng 12 năm 2022 |
| Lượt trận 2 | 23 tháng 12 năm 2022 |
| Lượt trận 3 | 26 tháng 12 năm 2022 |
| Lượt trận 4 | 29 tháng 12 năm 2022 |
| Lượt trận 5 | 2 tháng 1 năm 2023   |

## Bảng xếp hạng
| VT | Đội         | ST | T | H | B | BT | BB | HS  | Đ  | Giành quyền tham dự     |
| -- | ----------- | -- | - | - | - | -- | -- | --- | -- | ----------------------- |
| 1  | Thái Lan    | 4  | 3 | 1 | 0 | 13 | 2  | +11 | 10 | Vòng đấu loại trực tiếp |
| 2  | Indonesia   | 4  | 3 | 1 | 0 | 12 | 3  | +9  | 10 | Vòng đấu loại trực tiếp |
| 3  | Campuchia   | 4  | 2 | 0 | 2 | 10 | 8  | +2  | 6  |                         |
| 4  | Philippines | 4  | 1 | 0 | 3 | 8  | 10 | −2  | 3  |                         |
| 5  | Brunei      | 4  | 0 | 0 | 4 | 2  | 22 | −20 | 0  |                         |

## Các trận đấu

### Campuchia v Philippines
2 đội đã gặp nhau 6 lần. Lần gần nhất hai đội gặp nhau là tại trận giao hữu năm 2014 với chiến thắng 3–0 thuộc về Philippines.
| Campuchia                         | 3–2                              | Philippines      |
| --------------------------------- | -------------------------------- | ---------------- |
| Bunheing 16', 59' · Chanpolin 20' | Chi tiết (AFFMEC) Chi tiết (AFF) | Daniels 41', 55' |

| Campuchia | Philippines |

| GK                  | 1  | Keo Soksela     |     |       |
| RB                  | 16 | Yeu Muslim      |     |       |
| CB                  | 3  | Choun Chanchav  |     |       |
| CB                  | 4  | Tes Sambath     |     | 79'   |
| CB                  | 5  | Soeuy Visal (c) |     |       |
| LB                  | 18 | Seut Baraing    |     |       |
| CM                  | 12 | Sos Suhana      |     |       |
| CM                  | 8  | Orn Chanpolin   |     | 61'   |
| RF                  | 15 | Reung Bunheing  |     | 61'   |
| LF                  | 7  | Sa Ty           |     | 79'   |
| CF                  | 9  | Sieng Chanthea  |     | 90+2' |
| Vào sân thay người: |    |                 |     |       |
| DM                  | 20 | Boris Kok       | 64' | 61'   |
| RF                  | 10 | Keo Sokpheng    |     | 61'   |
| LF                  | 14 | Nick Taylor     |     | 79'   |
| CB                  | 2  | Taing Bunchhai  |     | 79'   |
| DM                  | 23 | Thierry Bin     |     | 90+2' |
| Huấn luyện viên:    |    |                 |     |       |
| Ryu Hirose          |    |                 |     |       |

| GK                  | 1  | Kevin Ray Mendoza   |     |     |
| CB                  | 2  | Simen Lyngbø        |     |     |
| CB                  | 4  | Jefferson Tabinas   |     |     |
| CB                  | 12 | Amani Aguinaldo     |     |     |
| RM                  | 11 | Yrick Gallantes     |     | 46' |
| CM                  | 8  | Arnel Amita         |     | 46' |
| CM                  | 10 | Oliver Bias         |     | 83' |
| LM                  | 19 | Hikaru Minegishi    |     | 63' |
| AM                  | 17 | Stephan Schröck (c) | 53' |     |
| ST                  | 20 | Mark Hartmann       |     |     |
| ST                  | 9  | Kenshiro Daniels    |     | 74' |
| Vào sân thay người: |    |                     |     |     |
| CM                  | 6  | Sandro Reyes        |     | 46' |
| RM                  | 23 | Audie Menzi         |     | 46' |
| ST                  | 13 | Jesus Melliza       |     | 63' |
| ST                  | 14 | Jarvey Gayoso       |     | 74' |
| CM                  | 22 | Pocholo Bugas       |     | 83' |
| Huấn luyện viên:    |    |                     |     |     |
| Josep Ferré         |    |                     |     |     |

| Cầu thủ xuất sắc nhất trận đấu: Lim Pisoth (Campuchia) Trợ lý trọng tài: Fahad Al Amri (Ả Rập Xê Út) Nurhadi Sulchan (Indonesia) Trọng tài thứ tư: Thoriq Alkatiri (Indonesia) |

### Brunei v Thái Lan
| Brunei | 0–5                              | Thái Lan                                                                      |
| ------ | -------------------------------- | ----------------------------------------------------------------------------- |
|        | Chi tiết (AFFMEC) Chi tiết (AFF) | Phala 19' · Dangda 44' · Yunus 88' (l.n.) · Chamratsamee 90+1' (ph.đ.), 90+3' |

| Brunei | Thái Lan |

| GK                  | 1  | Haimie Abdullah Nyaring            |  |     |
| RB                  | 2  | Alinur Rashimy Jufri               |  |     |
| CB                  | 5  | Nur Ikhwan Othman                  |  |     |
| CB                  | 16 | Yura Indera Putera Yunos           |  |     |
| LB                  | 11 | Najib Tarif                        |  |     |
| RM                  | 14 | Hamizan Aziz Sulaiman              |  |     |
| CM                  | 12 | Khairil Shahme Suhaimi             |  | 23' |
| CM                  | 15 | Hendra Azam Idris (c)              |  | 63' |
| LM                  | 13 | Haziq Kasyful Azim Hasimulabdillah |  | 63' |
| CF                  | 23 | Hakeme Yazid Said                  |  | 70' |
| CF                  | 21 | Razimie Ramlli                     |  | 70' |
| Vào sân thay người: |    |                                    |  |     |
| DF                  | 19 | Hanif Hamir                        |  | 23' |
| DF                  | 17 | Wafi Aminuddin                     |  | 63' |
| MF                  | 6  | Azwan Saleh                        |  | 63' |
| FW                  | 9  | Abdul Azizi Ali Rahman             |  | 70' |
| FW                  | 10 | Adi Said                           |  | 70' |
| Huấn luyện viên:    |    |                                    |  |     |
| Mario Rivera        |    |                                    |  |     |

| GK                  | 1  | Kittipong Phoothawchuek |  |     |
| CB                  | 4  | Pansa Hemviboon         |  |     |
| CM                  | 12 | Kritsada Kaman          |  |     |
| RB                  | 15 | Suphanan Bureerat       |  |     |
| LB                  | 2  | Sasalak Haiprakhon      |  |     |
| CM                  | 6  | Sarach Yooyen           |  | 80' |
| RM                  | 17 | Ekanit Panya            |  | 81' |
| LM                  | 11 | Bordin Phala            |  | 72' |
| CB                  | 3  | Theerathon Bunmathan    |  |     |
| CF                  | 9  | Adisak Kraisorn         |  | 46' |
| CF                  | 10 | Teerasil Dangda         |  | 72' |
| Vào sân thay người: |    |                         |  |     |
| FW                  | 21 | Poramet Arjvirai        |  | 46' |
| MF                  | 13 | Jaroensak Wonggorn      |  | 72' |
| MF                  | 7  | Sumanya Purisai         |  | 72' |
| MF                  | 8  | Peeradon Chamratsamee   |  | 80' |
| MF                  | 22 | Channarong Promsrikaew  |  | 81' |
| Huấn luyện viên:    |    |                         |  |     |
| Alexandré Pölking   |    |                         |  |     |

| Cầu thủ xuất sắc nhất trận đấu: Theerathon Bunmathan (Thái Lan) Trợ lý trọng tài: Chen Hsiao-En (Trung Hoa Đài Bắc) Nguyễn Trung Hậu (Việt Nam) Trọng tài thứ tư: Ngô Duy Lân (Việt Nam) |

### Philippines v Brunei
| Philippines                                               | 5–1                              | Brunei     |
| --------------------------------------------------------- | -------------------------------- | ---------- |
| Daniels 7' · Reyes 12' · Melliza 50' · Rasmussen 51', 88' | Chi tiết (AFFMEC) Chi tiết (AFF) | Ramlli 70' |

| Philippines | Brunei |

| GK                  | 16 | Julian Schwarzer    |  | 90' |
| RB                  | 23 | Audie Menzi         |  |     |
| CB                  | 12 | Amani Aguinaldo     |  | 60' |
| CB                  | 4  | Jefferson Tabinas   |  |     |
| LB                  | 22 | Pocholo Bugas       |  |     |
| CM                  | 17 | Stephan Schröck (c) |  |     |
| CM                  | 6  | Sandro Reyes        |  |     |
| CM                  | 7  | Jesus Melliza       |  |     |
| RF                  | 9  | Kenshiro Daniels    |  | 46' |
| CF                  | 10 | Oliver Bias         |  |     |
| LF                  | 20 | Mark Hartmann       |  | 60' |
| Vào sân thay người: |    |                     |  |     |
| DF                  | 13 | Sebastian Rasmussen |  | 46' |
| FW                  | 14 | Jarvey Gayoso       |  | 60' |
| DF                  | 18 | Christian Rontini   |  | 60' |
| GK                  | 15 | Anthony Pinthus     |  | 90' |
| Huấn luyện viên:    |    |                     |  |     |
| Josep Ferré         |    |                     |  |     |

| GK                  | 1  | Haimie Abdullah Nyaring |     |     |
| CB                  | 16 | Yura Indera Putera      |     |     |
| CB                  | 17 | Wafi Aminuddin          |     | 46' |
| CB                  | 5  | Nur Ikhwan Othman       |     |     |
| RM                  | 4  | Fakharrazi Hassan       |     |     |
| CM                  | 7  | Azwan Ali Rahman        |     | 70' |
| CM                  | 6  | Azwan Saleh             |     | 56' |
| LM                  | 3  | Abdul Mu'iz Sisa        |     |     |
| RF                  | 9  | Abdul Azizi Ali Rahman  |     | 61' |
| CF                  | 10 | Adi Said (c)            |     | 46' |
| LF                  | 23 | Hakeme Yazid Said       |     |     |
| Vào sân thay người: |    |                         |     |     |
| FW                  | 21 | Razimie Ramlli          |     | 46' |
| DF                  | 12 | Khairil Shahme Suhaimi  |     | 46' |
| FW                  | 13 | Haziq Kasyful Azim      |     | 56' |
| MF                  | 8  | Nazirrudin Ismail       | 64' | 61' |
| MF                  | 15 | Hendra Azam Idris       | 75' | 70' |
| Huấn luyện viên:    |    |                         |     |     |
| Mario Rivera        |    |                         |     |     |

| Cầu thủ xuất sắc nhất trận đấu: Jesus Melliza (Philippines) Trợ lý trọng tài: So Kai Man (Hồng Kông) Arif Shamil Rasid (Malaysia) Trọng tài thứ tư: Tuan Mohd Yassin (Malaysia) |

### Indonesia v Campuchia
2 đội đã gặp nhau 17 lần. Lần gần nhất hai đội gặp nhau là tại Bảng B năm 2020 với chiến thắng 4–2 thuộc về Indonesia.
| Indonesia          | 2–1                              | Campuchia |
| ------------------ | -------------------------------- | --------- |
| Egy 7' · Witan 35' | Chi tiết (AFFMEC) Chi tiết (AFF) | Krya 15'  |

| Indonesia | Campuchia |

| GK                  | 22 | Nadeo Argawinata       |     |     |
| RB                  | 14 | Asnawi Mangkualam      |     | 61' |
| CB                  | 19 | Fachruddin Aryanto (c) |     |     |
| CB                  | 4  | Jordi Amat             | 86' |     |
| LB                  | 12 | Pratama Arhan          |     | 52' |
| RM                  | 8  | Witan Sulaeman         |     | 82' |
| CM                  | 23 | Marc Klok              |     |     |
| LM                  | 10 | Egy Maulana Vikri      |     | 46' |
| AM                  | 6  | Marselino Ferdinan     |     |     |
| AM                  | 15 | Ricky Kambuaya         |     |     |
| CF                  | 18 | Muhammad Rafli         |     | 46' |
| Vào sân thay người: |    |                        |     |     |
| FW                  | 7  | Saddil Ramdani         |     | 46' |
| FW                  | 9  | Ilija Spasojević       |     | 46' |
| FW                  | 2  | Yakob Sayuri           |     | 52' |
| DF                  | 3  | Edo Febriansah         |     | 61' |
| FW                  | 11 | Dendy Sulistyawan      |     | 82' |
| Huấn luyện viên:    |    |                        |     |     |
| Shin Tae-yong       |    |                        |     |     |

| GK                  | 1  | Keo Soksela         |     |     |
| CB                  | 4  | Tes Sambath         |     |     |
| CB                  | 3  | Choun Chanchav      |     |     |
| CB                  | 5  | Soeuy Visal (c)     |     | 73' |
| RM                  | 13 | Sareth Krya         |     |     |
| CM                  | 6  | In Sodavid          |     | 68' |
| CM                  | 8  | Orn Chanpolin       |     |     |
| LM                  | 18 | Seut Baraing        |     |     |
| RF                  | 15 | Reung Bunheing      |     | 46' |
| CF                  | 9  | Sieng Chanthea      |     | 84' |
| LF                  | 7  | Lim Pisoth          |     | 67' |
| Vào sân thay người: |    |                     |     |     |
| FW                  | 17 | Sa Ty               |     | 46' |
| FW                  | 10 | Keo Sokpheng        |     | 67' |
| MF                  | 20 | Boris Kok           | 68' | 68' |
| MF                  | 23 | Thierry Chantha Bin |     | 73' |
| FW                  | 11 | Mat Noron           |     | 84' |
| Huấn luyện viên:    |    |                     |     |     |
| Ryu Hirose          |    |                     |     |     |

| Cầu thủ xuất sắc nhất trận đấu: Keo Soksela (Campuchia) Trợ lý trọng tài: Mihara Jun (Nhật Bản) Watanabe Kota (Nhật Bản) Trọng tài thứ tư: Kyaw Zaw Lwin (Myanmar) |

### Brunei v Indonesia
| Brunei | 0–7                              | Indonesia                                                                                   |
| ------ | -------------------------------- | ------------------------------------------------------------------------------------------- |
|        | Chi tiết (AFFMEC) Chi tiết (AFF) | Abimanyu 20' · Dendy 41' · Egy 59' · Spasojevic 60' · Sananta 68' · Klok 86' · Sayuri 90+2' |

| Brunei | Indonesia |

| GK                  | 1  | Haimie Abdullah Nyaring |         |     |
| CB                  | 17 | Wafi Aminuddin          |         |     |
| CB                  | 19 | Hanif Hamir             |         | 14' |
| CB                  | 12 | Khairil Shahme Suhaimi  |         |     |
| RWB                 | 2  | Alinur Rashimy Jufri    | 24' 38' |     |
| LWB                 | 11 | Najib Tarif             |         |     |
| CM                  | 22 | Shafie Effendy          |         | 46' |
| CM                  | 15 | Hendra Azam Idris (c)   |         | 58' |
| CM                  | 8  | Nazirrudin Ismail       |         | 67' |
| CF                  | 9  | Abdul Azizi Ali Rahman  |         | 46' |
| CF                  | 23 | Hakeme Yazid Said       |         |     |
| Vào sân thay người: |    |                         |         |     |
| DF                  | 16 | Yura Indera Putera      |         | 14' |
| FW                  | 13 | Haziq Kasyful Azim      |         | 46' |
| DF                  | 4  | Fakharrazi Hassan       |         | 46' |
| MF                  | 7  | Azwan Ali Rahman        |         | 58' |
| FW                  | 21 | Razimie Ramlli          |         | 67' |
| Huấn luyện viên:    |    |                         |         |     |
| Mario Rivera        |    |                         |         |     |

| GK                  | 22 | Nadeo Argawinata      |     |     |
| CB                  | 16 | Hansamu Yama          |     |     |
| CB                  | 13 | Rachmat Irianto       |     |     |
| CB                  | 5  | Rizky Ridho           | 9'  | 81' |
| RWB                 | 14 | Asnawi Mangkualam (c) | 62' | 63' |
| LWB                 | 3  | Edo Febriansah        |     |     |
| CM                  | 10 | Egy Maulana Vikri     |     | 63' |
| CM                  | 17 | Syahrian Abimanyu     |     |     |
| CM                  | 7  | Saddil Ramdani        |     |     |
| CF                  | 11 | Dendy Sulistyawan     |     | 74' |
| CF                  | 9  | Ilija Spasojević      |     | 63' |
| Vào sân thay người: |    |                       |     |     |
| FW                  | 2  | Yakob Sayuri          |     | 63' |
| FW                  | 8  | Witan Sulaeman        |     | 63' |
| FW                  | 21 | Ramadhan Sananta      |     | 63' |
| FW                  | 18 | Muhammad Rafli        |     | 74' |
| MF                  | 23 | Marc Klok             |     | 81' |
| Huấn luyện viên:    |    |                       |     |     |
| Shin Tae-yong       |    |                       |     |     |

| Cầu thủ xuất sắc nhất trận đấu: Yakob Sayuri (Indonesia) Trợ lý trọng tài: Kang Dong-Ho (Hàn Quốc) Supawan Hinthong (Thái Lan) Trọng tài thứ tư: Ahmad A'Qashah (Singapore) |

### Thái Lan v Philippines
2 đội đã gặp nhau 21 lần. Lần gần nhất hai đội gặp nhau là tại Bảng A năm 2020 với chiến thắng 2–1 thuộc về Thái Lan.
| Thái Lan                                           | 4–0                              | Philippines |
| -------------------------------------------------- | -------------------------------- | ----------- |
| Dangda 3', 41' (ph.đ.) · Adisak 57' · Bureerat 63' | Chi tiết (AFFMEC) Chi tiết (AFF) |             |

| Thái Lan | Philippines |

| GK                  | 20 | Kittipong Phuthawchueak  |  |     |
| CB                  | 15 | Suphanan Bureerat        |  |     |
| CB                  | 4  | Pansa Hemviboon          |  |     |
| CB                  | 3  | Theerathon Bunmathan (c) |  |     |
| RM                  | 2  | Sasalak Haiprakhon       |  |     |
| CM                  | 12 | Kritsada Kaman           |  |     |
| CM                  | 6  | Sarach Yooyen            |  | 77' |
| LM                  | 11 | Bordin Phala             |  | 64' |
| AM                  | 17 | Ekanit Panya             |  | 88' |
| CF                  | 9  | Adisak Kraisorn          |  | 64' |
| CF                  | 10 | Teerasil Dangda          |  | 64' |
| Vào sân thay người: |    |                          |  |     |
| MF                  | 22 | Channarong Promsrikaew   |  | 64' |
| MF                  | 8  | Peeradon Chamratsamee    |  | 64' |
| FW                  | 21 | Poramet Arjvirai         |  | 64' |
| MF                  | 18 | Weerathep Pomphan        |  | 77' |
| FW                  | 13 | Jaroensak Wonggorn       |  | 88' |
| Huấn luyện viên:    |    |                          |  |     |
| Alexandré Pölking   |    |                          |  |     |

| GK                  | 16 | Julian Schwarzer    |     |     |
| RB                  | 2  | Simen Lyngbø        |     | 46' |
| CB                  | 12 | Amani Aguinaldo     |     |     |
| CB                  | 4  | Jefferson Tabinas   |     |     |
| LB                  | 23 | Audie Menzi         |     |     |
| CM                  | 17 | Stephan Schröck (c) |     |     |
| CM                  | 8  | Arnel Amita         |     | 46' |
| CM                  | 7  | Jesus Melliza       |     | 59' |
| RF                  | 9  | Kenshiro Daniels    |     | 88' |
| CF                  | 10 | Oliver Bias         |     | 68' |
| LF                  | 20 | Mark Hartmann       |     |     |
| Vào sân thay người: |    |                     |     |     |
| FW                  | 13 | Sebastian Rasmussen |     | 46' |
| MF                  | 6  | Sandro Reyes        |     | 46' |
| FW                  | 19 | Hikaru Minegishi    |     | 59' |
| DF                  | 18 | Christian Rontini   | 75' | 68' |
| DF                  | 22 | Pocholo Bugas       |     | 88' |
| Huấn luyện viên:    |    |                     |     |     |
| Josep Ferré         |    |                     |     |     |

| Cầu thủ xuất sắc nhất trận đấu: Teerasil Dangda (Thái Lan) Trợ lý trọng tài: Isao Nishihashi (Nhật Bản) Takumi Takagi (Nhật Bản) Trọng tài thứ tư: Xaypasert Phongsanit (Lào) |

### Campuchia v Brunei
| Campuchia                                                                    | 5–1                              | Brunei       |
| ---------------------------------------------------------------------------- | -------------------------------- | ------------ |
| - Chanchav 31' - Taylor 50' (ph.đ.) - Sokpheng 73' (ph.đ.) - Pisoth 80', 88' | Chi tiết (AFFMEC) Chi tiết (AFF) | - Othman 21' |

| Campuchia | Brunei |

| GK                  | 1  | Keo Soksela     |       |     |
| CB                  | 3  | Choun Chanchav  |       |     |
| CB                  | 4  | Tes Sambath     | 18'   |     |
| CB                  | 5  | Soeuy Visal (c) |       | 57' |
| RWB                 | 17 | Sa Ty           |       | 46' |
| CM                  | 8  | Orn Chanpolin   | 90+4' |     |
| CM                  | 16 | Yeu Muslim      |       |     |
| LWB                 | 18 | Seut Baraing    |       |     |
| AM                  | 14 | Nick Taylor     |       | 57' |
| AM                  | 12 | Sos Suhana      |       | 78' |
| CF                  | 15 | Reung Bunheing  |       | 46' |
| Vào sân thay người: |    |                 |       |     |
| FW                  | 9  | Sieng Chanthea  |       | 46' |
| FW                  | 7  | Lim Pisoth      |       | 46' |
| FW                  | 10 | Keo Sokpheng    |       | 57' |
| MF                  | 6  | In Sodavid      |       | 57' |
| FW                  | 11 | Mat Noron       |       | 78' |
| Huấn luyện viên:    |    |                 |       |     |
| Ryu Hirose          |    |                 |       |     |

| GK                  | 1  | Haimie Abdullah Nyaring            | 83' |     |
| RB                  | 4  | Fakharrazi Hassan                  |     | 56' |
| CB                  | 16 | Yura Indera Putera Yunos           | 4'  | 65' |
| CB                  | 12 | Khairil Shahme Suhaimi             |     |     |
| LB                  | 3  | Abdul Mu'iz Sisa                   | 83' |     |
| RM                  | 23 | Hakeme Yazid Said                  | 77' |     |
| CM                  | 5  | Nur Ikhwan Othman                  |     |     |
| CM                  | 13 | Haziq Kasyful Azim Hasimulabdillah |     |     |
| CM                  | 7  | Azwan Ali Rahman                   |     | 65' |
| LM                  | 8  | Nazirrudin Ismail                  |     | 46' |
| CF                  | 14 | Hamizan Aziz Sulaiman              |     | 65' |
| Vào sân thay người: |    |                                    |     |     |
| FW                  | 21 | Razimie Ramlli                     |     | 46' |
| MF                  | 6  | Azwan Saleh                        |     | 56' |
| DF                  | 17 | Wafi Aminuddin                     |     | 65' |
| MF                  | 15 | Hendra Azam Idris                  |     | 65' |
| FW                  | 10 | Adi Said                           |     | 65' |
| Huấn luyện viên:    |    |                                    |     |     |
| Mario Rivera        |    |                                    |     |     |

| Cầu thủ xuất sắc nhất trận đấu: Lim Pisoth (Campuchia) Trợ lý trọng tài: Kwak Seung Soon (Hàn Quốc) Ronnie Koh Min Kiat (Singapore) Trọng tài thứ tư: Pansa Chaisanit (Thái Lan) |

### Indonesia v Thái Lan
2 đội đã gặp nhau 81 lần. Lần gần nhất hai đội gặp nhau là tại chung kết năm 2020 với chiến thắng sau 2 lượt trận với tổng tỷ số 6–2 thuộc về Thái Lan.
| Indonesia        | 1–1                              | Thái Lan   |
| ---------------- | -------------------------------- | ---------- |
| Klok 50' (ph.đ.) | Chi tiết (AFFMEC) Chi tiết (AFF) | Sarach 79' |

| Indonesia | Thái Lan |

| GK                  | 22 | Nadeo Argawinata       |     |     |
| LB                  | 12 | Pratama Arhan          |     |     |
| CB                  | 4  | Jordi Amat             | 88' |     |
| CB                  | 19 | Fachruddin Aryanto (c) |     |     |
| RB                  | 14 | Asnawi Mangkualam      |     |     |
| CM                  | 23 | Marc Klok              |     |     |
| CM                  | 13 | Rachmat Irianto        |     | 75' |
| LM                  | 10 | Egy Maulana Vikri      |     | 59' |
| RM                  | 2  | Yakob Sayuri           |     |     |
| CF                  | 11 | Dendy Sulistyawan      |     | 87' |
| CF                  | 8  | Witan Sulaeman         |     | 75' |
| Vào sân thay người: |    |                        |     |     |
| MF                  | 7  | Saddil Ramdani         |     | 59' |
| MF                  | 15 | Ricky Kambuaya         |     | 75' |
| FW                  | 18 | Muhammad Rafli         |     | 75' |
| MF                  | 6  | Marselino Ferdinan     |     | 87' |
| Huấn luyện viên:    |    |                        |     |     |
| Shin Tae-yong       |    |                        |     |     |

| GK                  | 20 | Kittipong Phuthawchueak  |     |     |
| LB                  | 2  | Sasalak Haiprakhon       | 78' | 82' |
| CB                  | 4  | Pansa Hemviboon          |     |     |
| CB                  | 12 | Kritsada Kaman           |     |     |
| RB                  | 15 | Suphanan Bureerat        |     |     |
| LM                  | 11 | Bordin Phala             |     |     |
| CM                  | 6  | Sarach Yooyen            |     |     |
| CM                  | 22 | Channarong Promsrikaew   |     | 46' |
| CM                  | 3  | Theerathon Bunmathan (c) | 49' |     |
| RM                  | 17 | Ekanit Panya             |     | 87' |
| CF                  | 10 | Teerasil Dangda          |     | 73' |
| Vào sân thay người: |    |                          |     |     |
| MF                  | 14 | Sanrawat Dechmitr        | 62' | 46' |
| FW                  | 9  | Adisak Kraisorn          |     | 73' |
| MF                  | 8  | Peeradon Chamratsamee    |     | 82' |
| DF                  | 16 | Jakkapan Praisuwan       |     | 87' |
| Huấn luyện viên:    |    |                          |     |     |
| Alexandré Pölking   |    |                          |     |     |

| Trợ lý trọng tài: Trọng tài thứ tư: Muhammad Bin Jahari (Singapore) |

### Thái Lan v Campuchia
2 đội đã gặp nhau 4 lần. Lần gần nhất hai đội gặp nhau là tại trận giao hữu năm 1997 với chiến thắng 4–0 thuộc về Thái Lan.
| Thái Lan                                | 3–1                              | Campuchia    |
| --------------------------------------- | -------------------------------- | ------------ |
| Dangda 45+2' (ph.đ.), 90' · Purisai 50' | Chi tiết (AFFMEC) Chi tiết (AFF) | Chanthea 68' |

| Thái Lan | Campuchia |

| GK                  | 20 | Kittipong Phuthawchueak  |     |     |
| CB                  | 15 | Suphanan Bureerat        |     | 73' |
| CB                  | 4  | Pansa Hemviboon          |     |     |
| CB                  | 3  | Theerathon Bunmathan (c) |     |     |
| RM                  | 2  | Sasalak Haiprakhon       |     | 46' |
| CM                  | 12 | Kritsada Kaman           |     |     |
| CM                  | 6  | Sarach Yooyen            |     |     |
| LM                  | 11 | Bordin Phala             | 53' | 88' |
| AM                  | 17 | Ekanit Panya             |     | 46' |
| CF                  | 9  | Adisak Kraisorn          |     | 46' |
| CF                  | 10 | Teerasil Dangda          |     |     |
| Vào sân thay người: |    |                          |     |     |
| MF                  | 7  | Sumanya Purisai          |     | 46' |
| MF                  | 8  | Peeradon Chamratsamee    |     | 46' |
| MF                  | 22 | Channarong Promsrikaew   |     | 46' |
| FW                  | 13 | Jaroensak Wonggorn       |     | 73' |
| FW                  | 21 | Poramet Arjvirai         |     | 88' |
| Huấn luyện viên:    |    |                          |     |     |
| Alexandré Pölking   |    |                          |     |     |

| GK                  | 1  | Keo Soksela         |     |     |
| CB                  | 4  | Tes Sambath         |     | 78' |
| CB                  | 3  | Choun Chanchav      |     |     |
| CB                  | 5  | Soeuy Visal (c)     |     |     |
| DM                  | 8  | Orn Chanpolin       |     | 78' |
| RM                  | 16 | Yeu Muslim          |     |     |
| LM                  | 18 | Seut Baraing        |     | 69' |
| AM                  | 12 | Sos Suhana          | 85' |     |
| RF                  | 15 | Reung Bunheing      |     | 46' |
| CF                  | 9  | Sieng Chanthea      |     |     |
| LF                  | 7  | Lim Pisoth          |     | 69' |
| Vào sân thay người: |    |                     |     |     |
| FW                  | 17 | Sa Ty               |     | 46' |
| DF                  | 19 | Cheng Meng          |     | 69' |
| FW                  | 14 | Nick Taylor         | 82' | 69' |
| MF                  | 20 | Boris Kok           |     | 78' |
| MF                  | 23 | Thierry Chantha Bin |     | 78' |
| Huấn luyện viên:    |    |                     |     |     |
| Ryu Hirose          |    |                     |     |     |

### Philippines v Indonesia
2 đội đã gặp nhau 24 lần. Lần gần nhất hai đội gặp nhau là tại Bảng B năm 2018 với trận hòa 0–0 giữa 2 đội.
| Philippines     | 1–2                              | Indonesia                   |
| --------------- | -------------------------------- | --------------------------- |
| - Rasmussen 83' | Chi tiết (AFFMEC) Chi tiết (AFF) | - Dendy 21' - Marselino 43' |